# (27985) Remanzacco
(27985) Remanzacco (1997 VC1) – planetoida z pasa głównego asteroid okrążająca Słońce w ciągu 4,89 lat w średniej odległości 2,88 j.a. Odkryta 2 listopada 1997 roku.